# Censo de los Estados Unidos de 1790
El censo de Estados Unidos de 1790 fue el primer censo realizado en Estados Unidos tras su independencia. Se llevó a cabo el 2 de agosto de 1790 y dio como resultado una población de 3 929 214 personas, de los cuales 701 098 eran esclavos. Su realización fue obligatoria bajo la Constitución de los Estados Unidos, que exige un censo de población cada diez años para garantizar la correcta representación de los ciudadanos en la Cámara de Representantes.

## Realización
El trabajo de realizar el censo fue asignado por el Congreso de los Estados Unidos al Cuerpo de Alguaciles de Estados Unidos, que efectuó el censo en cada una de sus jurisdicciones bajo la siguiente normativa: «Cada familia debe ser visitada, el resultado del censo debe ser publicado en los dos lugares más públicos [de cada jurisdicción], debe permanecer ahí para ser revisado por cualquier interesado y la sumatoria de la descripción de cada persona de cada distrito debe ser entregada al presidente».
En el censo se clasificó a las personas en cinco grupos: Hombres blancos libres de más de 16 años, esta categoría fue creada con la intención de conocer la cantidad de reclutas posibles para el ejército; hombres blancos libres de menos de 16 años; mujeres blancas libres; otras personas libres, subclasificadas de acuerdo a su sexo y raza; y esclavos.
El censo se realizó en los trece estados que integraban a los Estados Unidos: Carolina del Norte, Carolina del Sur, Connecticut, Delaware, Georgia, Maryland, Massachusetts, Nueva Hampshire, Nueva Jersey, Nueva York, Pensilvania, Rhode Island y Virginia. Y también se llevó a cabo en el Territorio del Suroeste. Inicialmente el censo no iba a contemplar a Rhode Island debido a que este estado no había ratificado su incorporación a los Estados Unidos al momento de ser convocado el censo por el Congreso en febrero de 1790, pero en julio de ese año se modificó la planificación inicial para contemplarlo dentro del censo. En el caso de Virginia, en sus resultados se contó por separado al territorio de Kentucky, que era parte del estado al momento de realizar el censo pero que estaba en proceso de convertirse en un nuevo Estado de la Unión. Y en Massachusetts se contó por separado al Distrito de Maine, una región especial dentro de la Mancomunidad de Massachusetts que también buscaba constituir su propio Estado dentro de la Unión.
En Vermont el censo se realizó en 1791 debido a que hasta ese momento constituía la República de Vermont, una nación independiente que aún estaba considerando incorporarse a los Estados Unidos. En los resultados del censo se incluye que hay 16 esclavos en Vermont, todos en el condado de Bennington, a pesar de que la esclavitud había sido abolida en Vermont desde 1777. Estudios posteriores han concluido que se trataba de negros libres que fueron clasificados erróneamente.
Los resultados del censo fueron cuestionados por el presidente George Washington y el secretario de estado Thomas Jefferson, que consideraron que la población del país estaba infrarrepresentada en el censo.

## Preservación de los datos
Cerca de un tercio de los documentos originales del censo se han perdido o fueron destruidos. Los datos de Carolina del Norte, Carolina del Sur, Connecticut, Nueva Hampshire, Nueva York, Maine, Maryland, Massachusetts, Pensilvania, Rhode Island y Vermont están incompletos y los registros de Delaware, Georgia, Nueva Jersey y Virginia se perdieron en su totalidad en un momento previo a 1830, posiblemente a consecuencia de la Quema de Washington durante la Guerra anglo-estadounidense de 1812. La información del censo todavía puede ser consultada a través de fuentes secundarias que replicaron la información de los documentos originales.

## Resultados
| Estado o territorio     | Hombres blancos libres mayores de 16 años | Hombres blancos libres menores de 16 años | Mujeres blancas libres | Otras personas libres | Esclavos | Porcentaje de población esclava | Total     | Porcentaje de la población nacional |
| ----------------------- | ----------------------------------------- | ----------------------------------------- | ---------------------- | --------------------- | -------- | ------------------------------- | --------- | ----------------------------------- |
| Carolina del Norte      | 69 988                                    | 77 506                                    | 140 710                | 4 975                 | 100 572  | 25.5 %                          | 393 751   | 9.9 %                               |
| Carolina del Sur        | 35 576                                    | 37 722                                    | 66 880                 | 1 801                 | 107 094  | 43.0 %                          | 249 073   | 6.3 %                               |
| Connecticut             | 60 523                                    | 54 403                                    | 117 448                | 2 808                 | 2 764    | 1.2 %                           | 237 946   | 6.0 %                               |
| Delaware                | 11 783                                    | 12 143                                    | 22 384                 | 3 899                 | 8 887    | 15.0 %                          | 59 094    | 1.5 %                               |
| Georgia                 | 13 103                                    | 14 044                                    | 25 739                 | 398                   | 29 264   | 35.5 %                          | 82 548    | 2.1 %                               |
| Kentucky                | 15 154                                    | 17 057                                    | 28 922                 | 114                   | 12 430   | 16.9 %                          | 73 677    | 1.9 %                               |
| Nueva Hampshire         | 36 086                                    | 34 851                                    | 70 160                 | 630                   | 158      | 0.1 %                           | 141 801   | 3.6 %                               |
| Nueva Jersey            | 45 251                                    | 41 416                                    | 83 287                 | 2 762                 | 11 423   | 6.2 %                           | 184 139   | 4.6 %                               |
| Nueva York              | 83 700                                    | 78 122                                    | 152 320                | 4 654                 | 21 324   | 6.3 %                           | 340 120   | 8.6 %                               |
| Maine                   | 24 384                                    | 24 748                                    | 46 870                 | 538                   | 0        | 0.0 %                           | 96 540    | 2.4 %                               |
| Maryland                | 55 915                                    | 51 339                                    | 101 395                | 8 043                 | 103 036  | 32.2 %                          | 319 728   | 8.1 %                               |
| Massachusetts           | 95 453                                    | 87 289                                    | 190 582                | 5 463                 | 0        | 0.0 %                           | 378 787   | 9.8 %                               |
| Pensilvania             | 110 788                                   | 106 948                                   | 206 363                | 6 537                 | 3 737    | 0.9 %                           | 434 373   | 11.0 %                              |
| Rhode Island            | 16 019                                    | 15 799                                    | 32 652                 | 3 407                 | 948      | 1.4 %                           | 68 825    | 1.7 %                               |
| Territorio del Suroeste | 6 271                                     | 10 277                                    | 15 365                 | 361                   | 3 417    | 9.6 %                           | 35 691    | 0.9 %                               |
| Vermont                 | 22 435                                    | 22 328                                    | 40 505                 | 255                   | 16       | 0.0 %                           | 85 539    | 2.2 %                               |
| Virginia                | 110 936                                   | 116 135                                   | 215 046                | 12 866                | 292 627  | 39.1 %                          | 747 610   | 18.9 %                              |
| Total                   | 813 365                                   | 802 127                                   | 1 556 628              | 59 511                | 701 098  | 17.8 %                          | 3 964 905 | 100 %                               |

1. ↑  El territorio de Kentucky pertenecía al estado de Virginia, pero en el censo fue contabilizado por separado.
2. ↑  El distrito de Maine pertenecía al estado de Massachusetts, pero en el censo fue contabilizado por separado.
3. ↑  Sin contar el Distrito de Maine
4. ↑  Su censo se hizo en 1791.
5. ↑  Se considera que corresponde a negros libres clasificados erróneamente como esclavos.
6. ↑  Sin contar el territorio de Kentucky.

## Ciudades más pobladas
| Posición | Ciudad             | Estado           | Población |
| -------- | ------------------ | ---------------- | --------- |
| 1        | Nueva York         | Nueva York       | 33 131    |
| 2        | Filadelfia         | Pensilvania      | 28 522    |
| 3        | Boston             | Massachusetts    | 18 320    |
| 4        | Charleston         | Carolina del Sur | 16 359    |
| 5        | Baltimore          | Maryland         | 13 503    |
| 6        | Norwalk            | Connecticut      | 11 942    |
| 7        | Northern Liberties | Pensilvania      | 9 913     |
| 8        | Salem              | Massachusetts    | 7 921     |
| 9        | Newport            | Rhode Island     | 6 716     |
| 10       | Providence         | Rhode Island     | 6 380     |
| 11       | Marblehead         | Massachusetts    | 5 661     |
| 12       | Southwark          | Pensilvania      | 5 661     |
| 13       | Gloucester         | Massachusetts    | 5 317     |
| 14       | Newburyport        | Massachusetts    | 4 837     |
| 15       | Portsmouth         | Nueva Hampshire  | 4 720     |
| 16       | Sherburne          | Massachusetts    | 4 555     |
| 17       | Middleborough      | Massachusetts    | 4 526     |
| 18       | New Haven          | Connecticut      | 4 487     |
| 19       | South Kingstown    | Rhode Island     | 4 131     |
| 20       | Taunton            | Massachusetts    | 3 804     |